# M. Hariadi Nasution
M. Hariadi Nasution (nacido en Yakarta, el 11 de abril de 1973), a veces es conocido también como Ombat. Es un cantante indonesio, vocalista de una banda musical llamada Tengkorak.

## Carrera
Tras formar padre de la banda musical de Tengkorak, también pasó a formar parte como miembro de una sociedad llamada "Managing Partners MHN Law Firm", donde ha sido nombrado presidente de la Asistencia Jurídica musulmana de Indonesia (LBHMI), presidente de la Junta PUSHAMI (Centro de Derechos de los musulmanes de Indonesia), el gran maestro de MARKAZU (artes marciales mixtas) y profesor de la ONASTI (Asociación de Deportes). Aparte de ser un cantante profesional, también es licenciado en Derecho (SH) y además tiene un masterado en Derecho (MH).

## Discografía
Con Tengkorak
- It's A proud to vomit him (1995)
- Konsentrasi Massa (1999)
- Darurat Sipil (2002)
- Civil Emergency (2005)
- Agenda Suram (2008)